# Rhombopora
Rhombopora is een geslacht van uitgestorven mosdiertjes (Bryozoa). Het geslacht bestond in het Ordovicium tot het Perm (457,5 - 252,17 miljoen jaar geleden).

## Soorten
| Soorten                                 | Ontdekker(s)                                        | Jaar | Periode                                  | Locatie                              |
| --------------------------------------- | --------------------------------------------------- | ---- | ---------------------------------------- | ------------------------------------ |
| Rhombopora aleksandrae                  | Schulga-Nesterenko                                  | 1955 | Carboon (Pennsylvanien Moscovien)        | Rusland, Russisch Platform           |
| Rhombopora ambigua                      | Katzer                                              | 1898 | Devoon (Pragien-Eifelien)                | Brazilië                             |
| Rhombopora angustata                    | Ulrich                                              | 1890 | Vroeg-Carboon (Viséen)                   | Kentucky, Verenigde Staten           |
| Rhombopora annulus                      | Liu                                                 | 1980 | Vroeg-Perm                               | China                                |
| Rhombopora armata                       | Ulrich                                              | 1884 | Vroeg-Carboon (Viséen-Namurien)          | Kentucky, Verenigde Staten           |
| Rhombopora armata ovalis                | Nikiforova                                          | 1927 | Vroeg-Carboon                            | Oekraïne, Donbass                    |
| Rhombopora attenuata                    | Ulrich                                              | 1890 | Vroeg-Carboon (Viséen)                   | Arkansas, Oklahoma, Verenigde Staten |
| Rhombopora bedfordensis                 | Cumings                                             | 1906 | Vroeg-Carboon (Viséen)                   | Indiana, Verenigde Staten            |
| Rhombopora bifurcata                    | Campbell                                            | 1961 | Carboon                                  | Australië NSW                        |
| Rhombopora bigemmis                     | Keyserling                                          | 1846 | Perm                                     | Rusland                              |
| Rhombopora binodata                     | Trizna                                              | 1958 | Vroeg-Carboon (Viséen)                   | Rusland, China                       |
| Rhombopora biseptata                    | Yang, Hu & Xia                                      | 1988 | Vroeg-Devoon (Famennien)                 | China                                |
| Rhombopora blakei                       | Hageman, Wyse Jackson, Abernethy & Steinthorsdottir | 2011 | (Mississippien Tournaisien)              | Ierland                              |
| Rhombopora circumcincta                 | Reed                                                | 1933 | Perm-Carboon                             | Burma                                |
| Rhombopora communis                     | Moore                                               | 1929 | Laat-Carboon (Gzhelien)                  | Texas, Verenigde Staten              |
| Rhombopora constans                     | Moore                                               | 1929 | Laat-Carboon (Gzhelien)                  | Texas, Verenigde Staten              |
| Rhombopora constans ampla               | Moore                                               | 1929 | Vroeg-Carboon (Gzhelien)                 | Texas, Verenigde Staten              |
| Rhombopora corticata                    | Moore                                               | 1929 | Laat-Carboon (Gzhelien Perm)             | Texas, Verenigde Staten en Bolivia   |
| Rhombopora crassa                       | Lu                                                  | 1983 | Vroeg-Carboon (Viséen)                   | China                                |
| Rhombopora cylindrica                   | Wyse Jackson                                        | 1996 | Vroeg-Carboon (Tournaisien-Serpukhovien) | Ierland                              |
| Rhombopora dangdouensis                 | Liu                                                 | 1993 | Devoon                                   | China                                |
| Rhombopora decipiens                    | Ulrich                                              | 1890 | Vroeg-Carboon (Viséen)                   | Illinois, Verenigde Staten           |
| Rhombopora dispersa                     | Bigey                                               | 1988 | Devoon                                   | Frankrijk                            |
| Rhombopora esthoniae                    | Bassler                                             | 1911 | Siluur Ordovicium                        | Estland                              |
| Rhombopora famensis                     | Nekhoroshev                                         | 1960 | Devoon (Famennien)                       | Rusland                              |
| Rhombopora favata                       | Moore                                               | 1929 | Laat-Carboon (Gzhelien)                  | Texas, Verenigde Staten              |
| Rhombopora filiformis                   | Crockford                                           | 1941 | Vroeg-Perm (Artinskien)                  | Australië NSW                        |
| Rhombopora floriformis                  | Trizna                                              | 1958 | Vroeg-Carboon (Tournaisien)              | Rusland                              |
| Rhombopora foerstei                     | Elias                                               | 1957 | Carboon (Mississippien Serpukhovien)     | Oklahoma, Verenigde Staten           |
| Rhombopora gippslandica                 | Chapman                                             | 1907 | Siluur of Devoon                         | Australië                            |
| Rhombopora gracilescens                 | Li                                                  | 1992 | Devoon                                   | China                                |
| Rhombopora gracilis                     | Ulrich                                              | 1890 | Vroeg-Carboon (Tournaisien-Viséen)       | Iowa, Missouri, Verenigde Staten     |
| Rhombopora granulata                    | Liu                                                 | 1980 | Vroeg-Perm                               | China                                |
| Rhombopora gratiosa                     | Bassler                                             | 1929 | Perm                                     | Afghanistan                          |
| Rhombopora hexagona                     | Wyse Jackson                                        | 1996 | Vroeg-Carboon (Tournaisien-Viséen)       | Ierland                              |
| Rhombopora hindei                       | Etheridge                                           | 1907 | Vroeg-Perm                               | Australië                            |
| Rhombopora hoxtolgayensis               | Lu                                                  | 1999 | Devoon                                   | China                                |
| Rhombopora hunanensis                   | Yang, Hu & Xia                                      | 1988 | Devoon (Famennien)                       | China                                |
| Rhombopora inermis                      | Yang & Xia                                          | 1976 | Siluur                                   | China, Yunnan                        |
| Rhombopora inornata                     | Yang, Hu & Xia                                      | 1988 | Devoon (Famennien)                       | China                                |
| Rhombopora insinuata                    | Trizna                                              | 1958 | Vroeg-Carboon (Viséen)                   | Rusland                              |
| Rhombopora inspissata                   | Yang, Hu & Xia                                      | 1988 | Devoon (Famennien)                       | China                                |
| Rhombopora irregularis                  | Tolmatchoff                                         | 1924 | Vroeg-Carboon                            | Rusland                              |
| Rhombopora johnsvalleyensis             | Harlton                                             | 1933 | Laat-Carboon (Bashkirien)                | Oklahoma, Verenigde Staten           |
| Rhombopora kawabei                      | Sakagami                                            | 1995 | Perm (Leonardien)                        | Bolivia                              |
| Rhombopora kokpektensis                 | Nekhoroshev                                         | 1956 | Vroeg-Carboon (Serpukhovien)             | Rusland, Altai                       |
| Rhombopora kunlunensis                  | Lu                                                  | 1983 | Perm                                     | China, Xinjiang                      |
| Rhombopora laxa                         | Etheridge                                           | 1872 | Vroeg-Perm (Sakmarien-Artinskien)        | Australië                            |
| Rhombopora lepidodendroides             | Meek                                                | 1872 | Carboon (Pennsylvanien)                  | Verenigde Staten                     |
| Rhombopora lepidodendroides multinodata | Nikiforova                                          | 1933 | Laat-Carboon (Moscovien)                 | Oekraïne                             |
| Rhombopora lepidodendroides mutabilis   | Nikiforova                                          | 1933 | Laat-Carboon (Moscovien)                 | Oekraëne                             |
| Rhombopora lineinodis                   | Ulrich                                              | 1890 | Midden-Devoon (Eifelien)                 | Indiana, Verenigde Staten            |
| Rhombopora lineinodis humilis           | Ulrich                                              | 1890 | Midden-Devoon (Eifelien)                 | Indiana, Verenigde Staten            |
| Rhombopora longyinensis                 | Xsia                                                | 1979 | Laat-Palaeozoïcum                        | China                                |
| Rhombopora maanshanensis                | Yang                                                | 1964 | Devoon (Famennien)                       | China                                |
| Rhombopora magna                        | Volkova                                             | 1974 | Devoon (Frasnien)                        | Rusland                              |
| Rhombopora mariae                       | Morozova                                            | 1961 | Devoon (Frasnien-Famennien)              | Rusland                              |
| Rhombopora mawi                         | Owen                                                | 1965 | Siluur (Wenlockien)                      | Wales, Engeland                      |
| Rhombopora media                        | Yang, Hu & Xia                                      | 1988 | Devoon (Frasnien)                        | China                                |
| Rhombopora millepuncta                  | McFarlan                                            | 1942 | Vroeg-Carboon (Serpukhovien)             | Illinois, Verenigde Staten           |
| Rhombopora millepuncta recta            | McFarlan                                            | 1942 | Vroeg-Carboon (Serpukhovien)             | Illinois, Verenigde Staten           |
| Rhombopora minima                       | Tolmatchoff                                         | 1924 | Vroeg-Carboon                            | Rusland                              |
| Rhombopora minutula                     | Ernst & Königshof                                   | 2010 | Midden-Devoon (Givetien)                 | Westelijke Sahara                    |
| Rhombopora mira                         | Xsia                                                | 1979 | Laat-Palaeozoïcum                        | China                                |
| Rhombopora missouriensis                | Branson                                             | 1922 | Devoon (Frasnien)                        | Missouri, Verenigde Staten           |
| Rhombopora multiangularis               | Portlock                                            | 1843 | Carboon (Mississippien)                  | Ierland                              |
| Rhombopora multigranulata               | Bretnall                                            | 1926 | Perm                                     | Westelijk Australië, Thailand        |
| Rhombopora multipora                    | Foerste                                             | 1887 | Carboon (Mississippien)                  | Illinois, Verenigde Staten           |
| Rhombopora multituberculata             | Nekhoroshev                                         | 1977 | Devoon (Famennien)                       | Rusland                              |
| Rhombopora munda                        | Moore                                               | 1929 | Laat-Carboon (Gzhelien)                  | Texas, Verenigde Staten              |
| Rhombopora muralis                      | Moore                                               | 1929 | Laat-Carboon (Gzhelin)                   | Texas, Verenigde Staten              |
| Rhombopora nikiforovae                  | Baranova                                            | 1960 | Vroeg-Perm (Sakmarien-Artinskien)        | Rusland                              |
| Rhombopora nitidula                     | Harlton                                             | 1933 | Vroeg-Carboon (Bashkirien)               | Oklahoma, Verenigde Staten           |
| Rhombopora nova                         | Ceretti                                             | 1963 | Laat-Carboon (Gzhelien)                  | Italië                               |
| Rhombopora novitia                      | Trizna                                              | 1958 | Vroeg-Carboon (Viséen)                   | Rusland                              |
| Rhombopora obliqua                      | Waagen                                              | 1887 | Perm                                     | India                                |
| Rhombopora oculata                      | Phillips                                            | 1836 | Carboon (Mississippien)                  | Engeland                             |
| Rhombopora ohioensis                    | Ulrich                                              | 1888 | Vroeg-Carboon (Tournaisien)              | Ohio, Verenigde Staten               |
| Rhombopora optima                       | Gorjunova                                           | 1975 | Vroeg-Perm (Artinskien)                  | Tadzjikistan, Pamir                  |
| Rhombopora ornata                       | Shishova                                            | 1964 | Perm (Kazanien)                          | Russisch Platform                    |
| Rhombopora parallela                    | Phillips                                            | 1836 | Carboon (Mississippien)                  | Engeland                             |
| Rhombopora permiana                     | Baranova                                            | 1960 | Vroeg-Perm (Artinskien)                  | Rusland, China                       |
| Rhombopora perpera                      | Trizna                                              | 1958 | Vroeg-Carboon (Viséen)                   | Rusland                              |
| Rhombopora pesasica                     | Tolmatchoff                                         | 1924 | Vroeg-Carboon                            | Rusland                              |
| Rhombopora picchuensis                  | Chronic                                             | 1949 | Vroeg-Perm                               | Peru                                 |
| Rhombopora pilula                       | Moore                                               | 1929 | Laat-Carboon (Gzhelien)                  | Texas, Verenigde Staten              |
| Rhombopora polyporata                   | Waagen                                              | 1887 | Perm (Guadalupien)                       | India                                |
| Rhombopora praemultituberculata         | Yaroshinskaya                                       | 1984 | Devoon                                   | Rusland                              |
| Rhombopora praevarians                  | Nekhoroshev                                         | 1977 | Midden-Devoon (Givetien)                 | Rusland                              |
| Rhombopora preciosa                     | Tung                                                | 1985 | Carboon                                  | China                                |
| Rhombopora prima                        | Lu                                                  | 1999 | Devoon                                   | China, Xinjiang                      |
| Rhombopora prompta                      | Gorjunova                                           | 1988 | Vroeg-Carboon (Viséen-Serpukhovien)      | Mongolië                             |
| Rhombopora pulchella                    | Ulrich                                              | 1884 | Carboon (Mississippien)                  | Kentucky, Verenigde Staten           |
| Rhombopora roikensi                     | Tolmatchoff                                         | 1924 | Vroeg-Carboon                            | Rusland                              |
| Rhombopora saffordotaxiformis           | Yang, Hu & Xia                                      | 1988 | Vroeg-Carboon (Tournaisien)              | China, Hunan                         |
| Rhombopora sarcinulata                  | Trizna                                              | 1958 | Vroeg-Carboon (Tournaisien)              | Rusland                              |
| Rhombopora schellwieni                  | Johnsen                                             | 1906 | Perm                                     | Oostenrijk                           |
| Rhombopora similis                      | Phillips                                            | 1841 | Midden-Devoon (Givetien)                 | Engeland                             |
| Rhombopora simplex                      | Trizna                                              | 1958 | Vroeg-Carboon (Tournaisien-Viséen)       | Rusland, China                       |
| Rhombopora snideri                      | Mather                                              | 1915 | Carboon (Pennsylvanien Bashkirien)       | Oklahoma, Verenigde Staten           |
| Rhombopora spicularis                   | Phillips                                            | 1836 | Carboon (Mississippien)                  | Engeland                             |
| Rhombopora spirala                      | Yang, Hu & Xia                                      | 1988 | Laat-Devoon (Famennien)                  | China                                |
| Rhombopora spiralis                     | Ulrich                                              | 1890 | Vroeg-Carboon (Viséen)                   | Kentucky, Verenigde Staten           |
| Rhombopora subcrassa                    | Coryell                                             | 1924 | Carboon (Pennsylvanien)                  | Oklahoma, Verenigde Staten           |
| Rhombopora subtilis                     | Nekhoroshev                                         | 1977 | Devoon (Famennien)                       | Rusland                              |
| Rhombopora sulcifera                    | Ulrich                                              | 1890 | Midden-Devoon (Givetien)                 | Iowa, Verenigde Staten               |
| Rhombopora tenuirama                    | Ulrich                                              | 1890 | Carboon (Mississippien)                  | Verenigde Staten                     |
| Rhombopora tenuis                       | Hinde                                               | 1890 | Perm (Cisuralien Sakmarien)              | Australië WA                         |
| Rhombopora tersiensis                   | Tolmatchoff                                         | 1924 | Vroeg-Carboon                            | Rusland                              |
| Rhombopora transversalis                | Ulrich                                              | 1890 | Carboon (Mississippien Viséen)           | Illinois, Verenigde Staten           |
| Rhombopora tuberculata                  | Nekhoroshev                                         | 1948 | Carboon (Pennsylvanien)                  | Kazachstan, Pribalkhash              |
| Rhombopora ulrichi                      | Elias                                               | 1957 | Carboon (Mississippien Serpukhovien)     | Oklahoma, Verenigde Staten           |
| Rhombopora variaxis                     | Schulga-Nesterenko                                  | 1955 | Vroeg-Carboon (Serpukhovien)             | Russisch Platform                    |
| Rhombopora vera                         | Dunaeva                                             | 1961 | Laat-Carboon (Kasimovien)                | Oekraïne                             |
| Rhombopora vinculariformis              | Vine                                                | 1885 | Carboon (Mississippien)                  | Engeland                             |
| Rhombopora wortheni                     | Ulrich                                              | 1884 | Vroeg-Carboon (Viséen)                   | Kentucky, Arizona, Verenigde Staten  |
| Rhombopora yanbianensis                 | Liu                                                 | 1980 | Vroeg-Perm                               | China                                |
| Rhombopora yui                          | Yang                                                | 1950 | Devoon                                   | China                                |
| Rhombopora zogangensis                  | Lu                                                  | 1982 | Vroeg-Carboon                            | China                                |